# Goulet (Orne)
Pour les articles homonymes, voir Goulet.
Goulet est une ancienne commune française, située dans le département de l'Orne en région Normandie, peuplée de 386 habitants, devenue le 1er janvier 2018 une commune déléguée au sein de la commune nouvelle de Monts-sur-Orne.

## Géographie
La commune est en plaine d'Argentan. Son bourg est à 3,5 km au nord-est d'Écouché et à 6,5 km à l'ouest de Argentan.
| Montgaroult (comm. nouv. de Monts-sur-Orne) | Moulins-sur-Orne                       | Moulins-sur-Orne           |
| Montgaroult (comm. nouv. de Monts-sur-Orne) | Goulet (comm. nouv. de Monts-sur-Orne) | Moulins-sur-Orne, Sarceaux |
| Écouché                                     | Écouché, Fontenai-sur-Orne             | Fontenai-sur-Orne          |

## Toponymie
Le nom de la localité est attesté sous la forme Guleto en 1059,.
Le toponyme est issu du latin gula, « gorge », « passage étroit ».
 
L'étymologie est la même que les noms communs français goulet et goulot, « passage étroit », peut-être pour désigner la rue étroite de ce village.
Le gentilé est Gouletais.

## Histoire
La Congrégation des sœurs de la Providence de Sées est fondée en 1704 à Goulet par Julien Lefebvre (1661-1733), curé de Goulet, et Marguerite Guérin, pour l'instruction des filles et le soin des malades. Elle est reconnue canoniquement le 28 novembre 1719. La maison-mère sera transférée à Sées en 1720. 
Durant la Seconde Guerre mondiale, la Grande Cour, ferme située en face de l'école, a été occupée par les Allemands pour laisser du matériel militaire.
Le 1er janvier 2018, Goulet intègre avec deux autres communes la commune de Monts-sur-Ornecréée sous le régime juridique des communes nouvelles instauré par la loi no 2010-1563 du 16 décembre 2010 de réforme des collectivités territoriales. Les communes de Goulet, Montgaroult et Sentilly deviennent des communes déléguées et Goulet est le chef-lieu de la commune nouvelle.

## Politique et administration
| Période                                  | Période       | Identité        | Étiquette | Qualité               |
| ---------------------------------------- | ------------- | --------------- | --------- | --------------------- |
| juin 1995                                | octobre 2006  | Marcel Famechon | SE        | Instituteur           |
| décembre 2006                            | décembre 2017 | Gilles Mallet   | SE        | Contrôleur de travaux |
| Les données manquantes sont à compléter. |               |                 |           |                       |

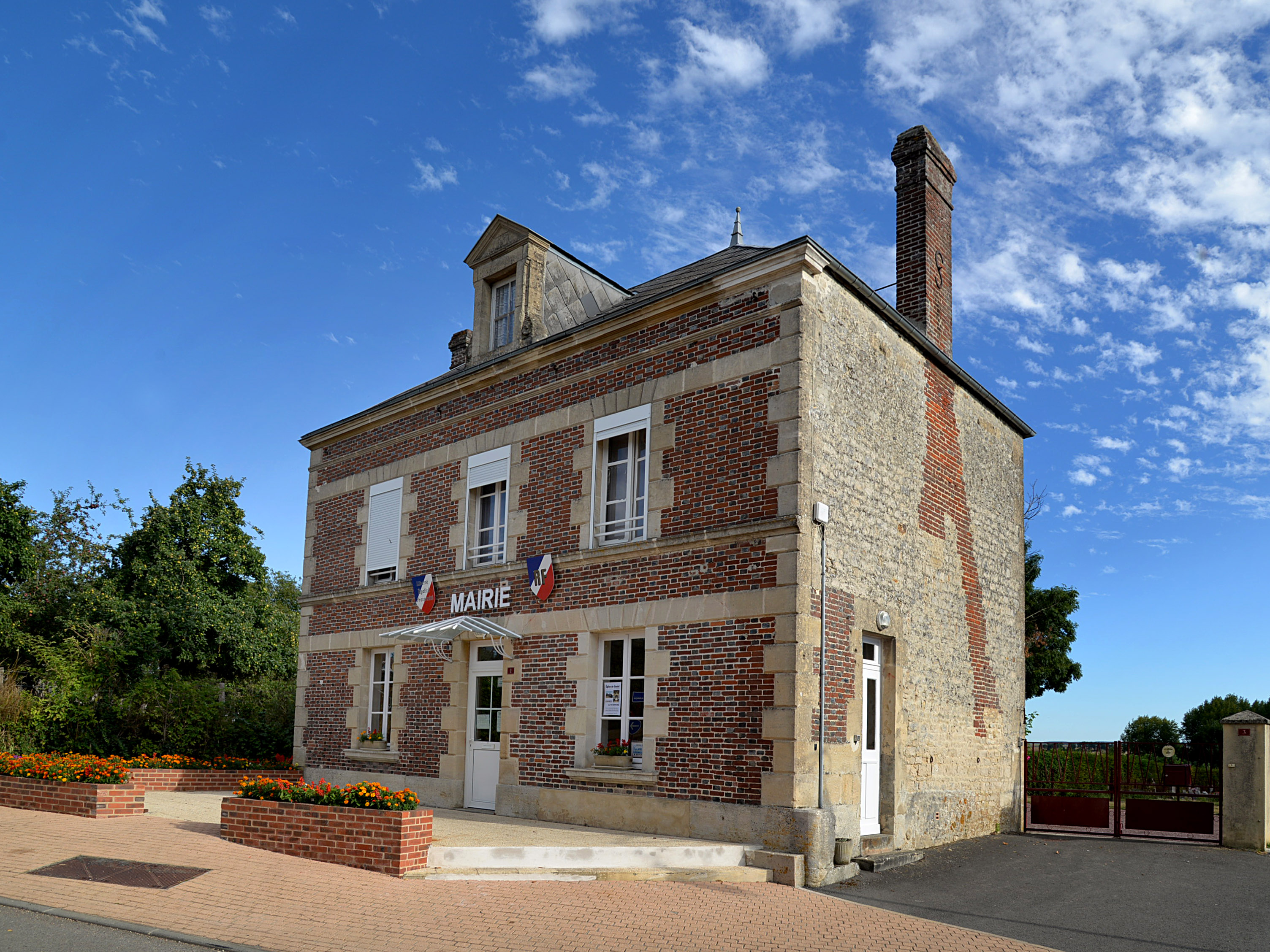
La mairie.

Le conseil municipal était composé de onze membres dont le maire et deux adjoints.

## Démographie
En 2021, la commune comptait 386 habitants. Depuis 2004, les enquêtes de recensement dans les communes de moins de 10 000 habitants ont lieu tous les cinq ans (en 2008, 2013, 2018, etc. pour Goulet) et les chiffres de population municipale légale des autres années sont des estimations. 
Au premier recensement républicain en 1793, Goulet comptait 629 habitants, population jamais atteinte depuis.
| 1793 | 1800 | 1806 | 1821 | 1836 | 1841 | 1846 | 1851 | 1856 |
| ---- | ---- | ---- | ---- | ---- | ---- | ---- | ---- | ---- |
| 629  | 627  | 615  | 624  | 530  | 522  | 507  | 507  | 481  |

| 1861 | 1866 | 1872 | 1876 | 1881 | 1886 | 1891 | 1896 | 1901 |
| ---- | ---- | ---- | ---- | ---- | ---- | ---- | ---- | ---- |
| 433  | 438  | 424  | 434  | 444  | 412  | 402  | 400  | 356  |

| 1906 | 1911 | 1921 | 1926 | 1931 | 1936 | 1946 | 1954 | 1962 |
| ---- | ---- | ---- | ---- | ---- | ---- | ---- | ---- | ---- |
| 353  | 300  | 261  | 278  | 265  | 284  | 302  | 308  | 288  |

| 1968 | 1975 | 1982 | 1990 | 1999 | 2008 | 2013 | 2018 | 2020 |
| ---- | ---- | ---- | ---- | ---- | ---- | ---- | ---- | ---- |
| 290  | 305  | 293  | 307  | 304  | 354  | 412  | 388  | 381  |

## Lieux et monuments
- Église Saint-Martin abritant un retable de la fin du XVIIe ou du début du XVIIIe siècle et une statue de sainte Marthe du XVIIe siècle, classés à titre d'objets aux Monuments historiques[13].
- La croix Servin, croix de carrefour du XIIIe siècle, inscrite au titre des Monuments historiques depuis le 28 février 1955[14].

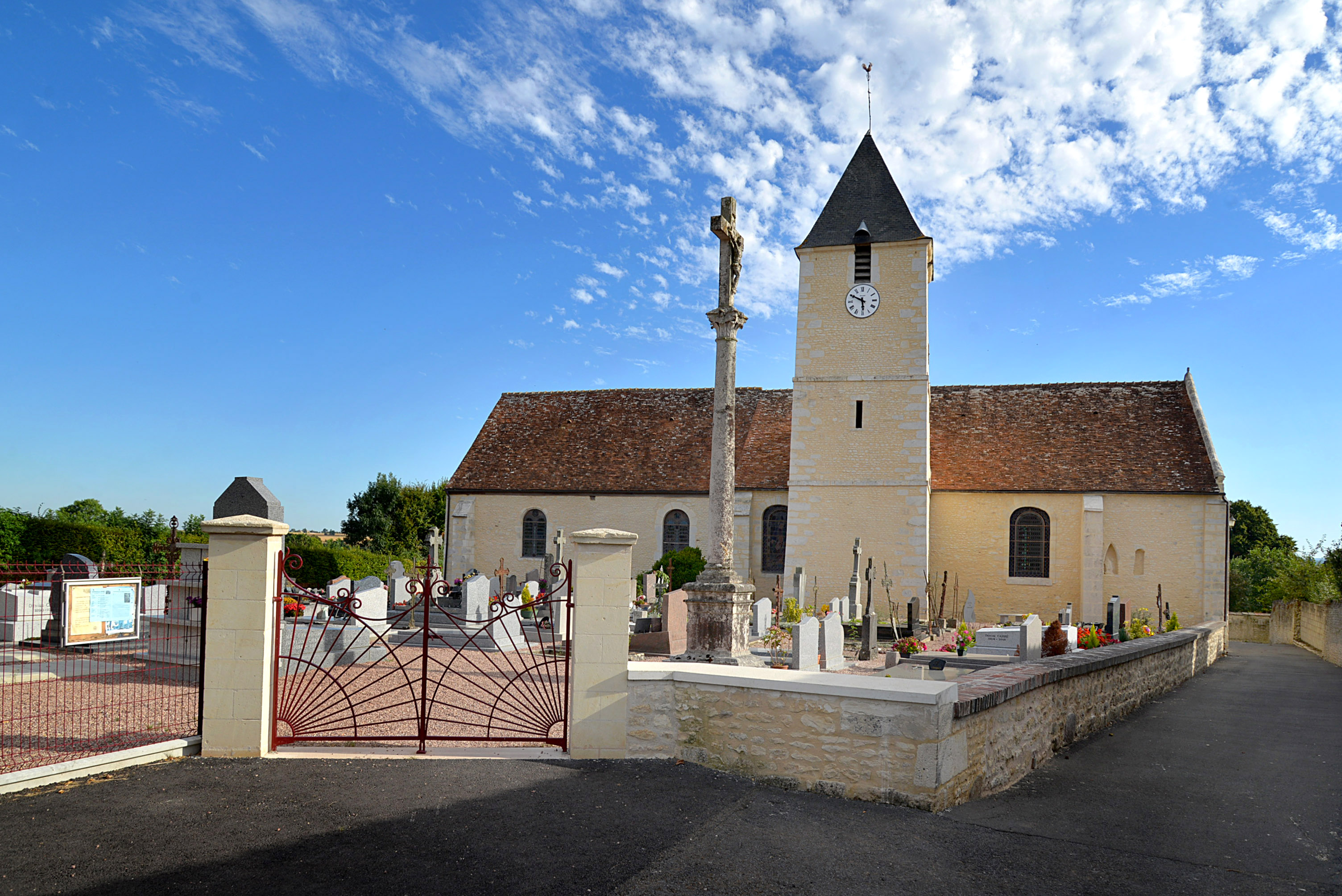
L’église Saint-Martin et la croix hosannière.
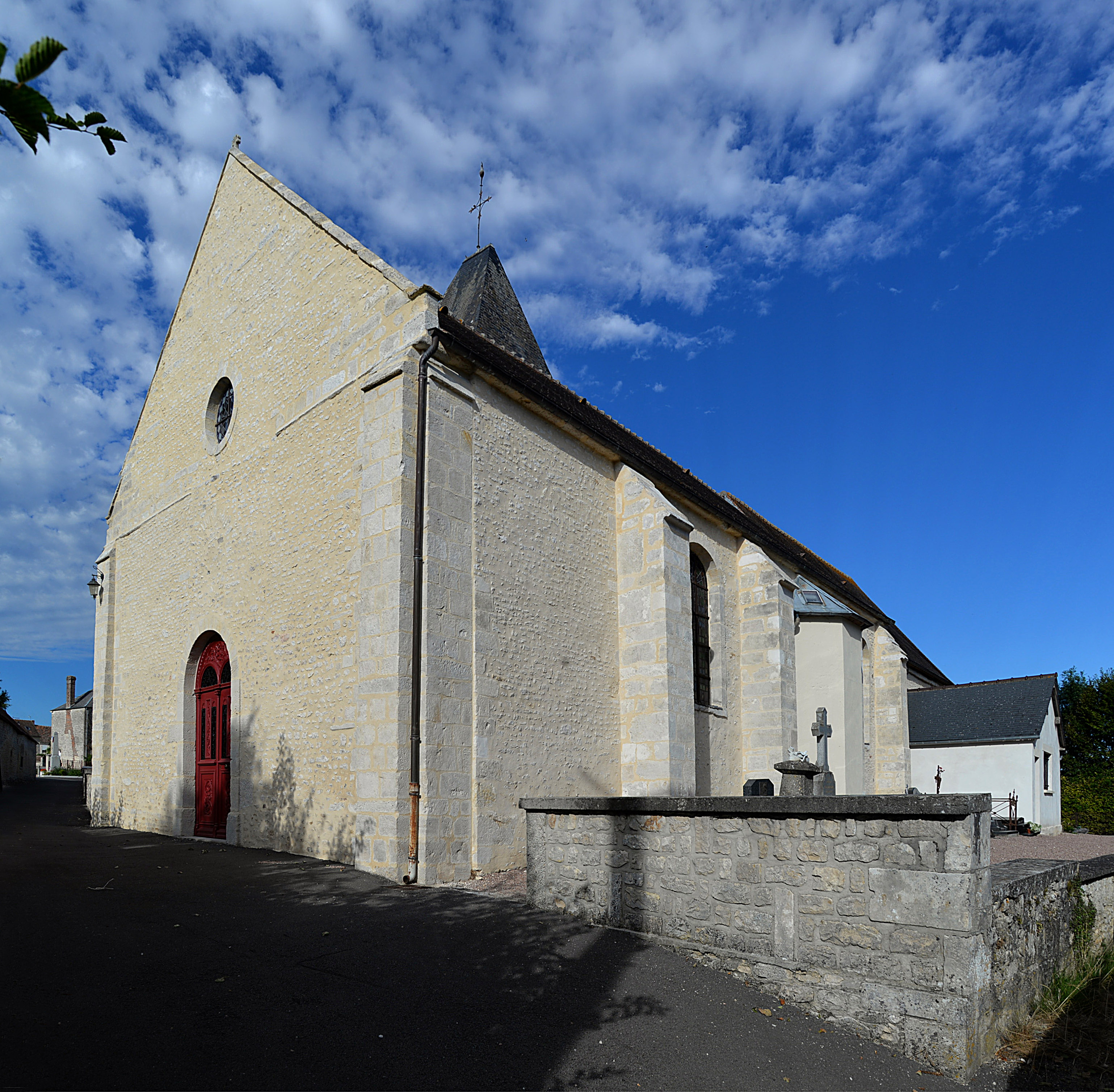
L’église Saint-Martin.
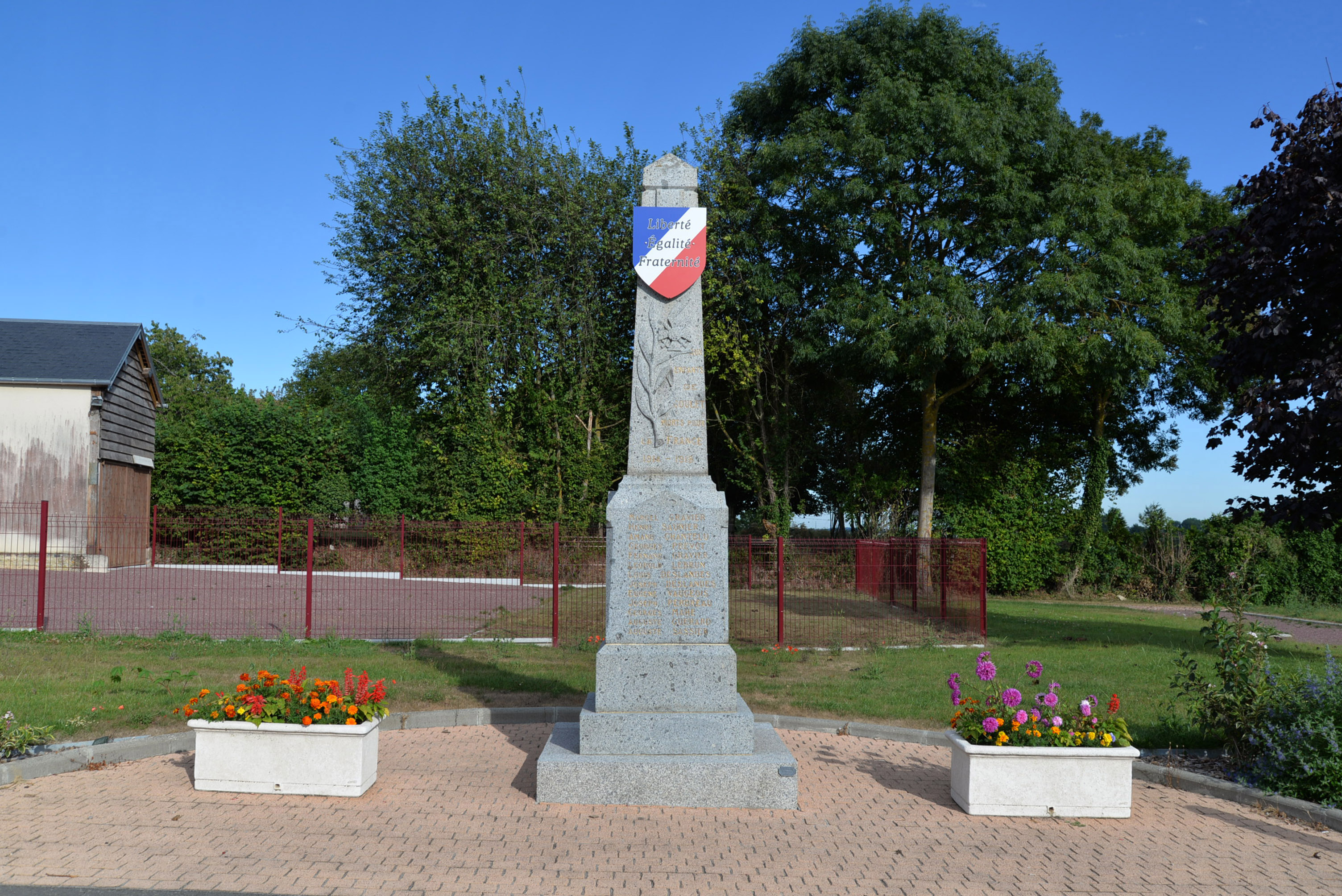
Le monument aux morts.
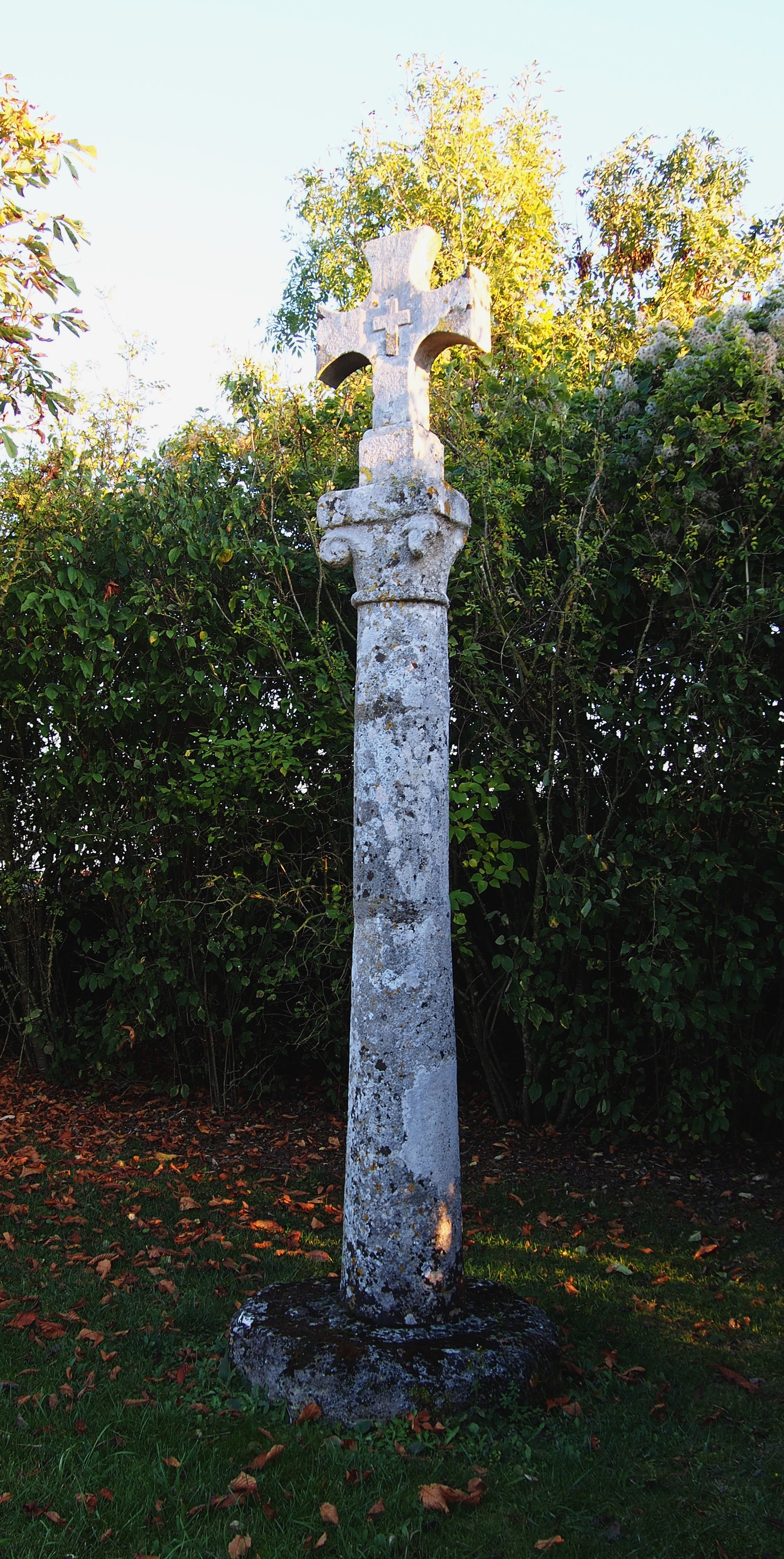
La croix Servin.

## Activité et manifestations

### Sports
L'Amicale de Goulet Football a fait évoluer jusqu'en 2015 une équipe de football en division de district.